# Vila Nova de Anços
Vila Nova de Anços es una freguesia portuguesa del concelho de Soure, con 20,60 km² de superficie y 1318 habitantes (2001). Su densidad de población es de 64,3 hab/km².